# Polar (film)
Polar – amerykańsko-niemiecki film akcji z 2019 roku w reżyserii Jonasa Åkerlunda. W głównych rolach wystąpili Mads Mikkelsen, Vanessa Hudgens i Katheryn Winnick. Film miał premierę 25 stycznia 2019 roku za pośrednictwem platformy Netflix.

## Fabuła
Zabójca na zlecenie, Duncan Vizla, chce skończyć ze swoim fachem i przejść na emeryturę. Z tą chwilą zaczyna się jednak polowanie na jego życie i zgromadzony fundusz emerytalny. Duncan będzie musiał stawić czoła masie młodszych i sprawniejszych od niego kolegów po fachu.

## Obsada
- Mads Mikkelsen jako Duncan Vizla
- Vanessa Hudgens jako Camille
- Katheryn Winnick jako Vivian
- Matt Lucas jako Blut
- Ruby O. Fee jako Sindy
- Fei Ren jako Hilde
- Anthony Grant jako Facundo
- Josh Cruddas jako Alexei
- Robert Maillet jako Karl
- Julian Richings jako Lomas
- Johnny Knoxville jako Michael Green
- Richard Dreyfuss jako Porter
- Lovina Yavari jako Jane
- Ayisha Issa jako Jazmin
- Pedro Miguel Arce jako Pedro
- Anastasia Marinina jako Evalina[1]

## Odbiór

### Reakcja krytyków
Film spotkał się z negatywną reakcją krytyków. W agregatorze recenzji Rotten Tomatoes 16% z 49 recenzji uznano za pozytywne. Z kolei w agregatorze Metacritic średnia ważona ocen z 12 recenzji wyniosła 19 punktów na 100.